# 道の駅許田

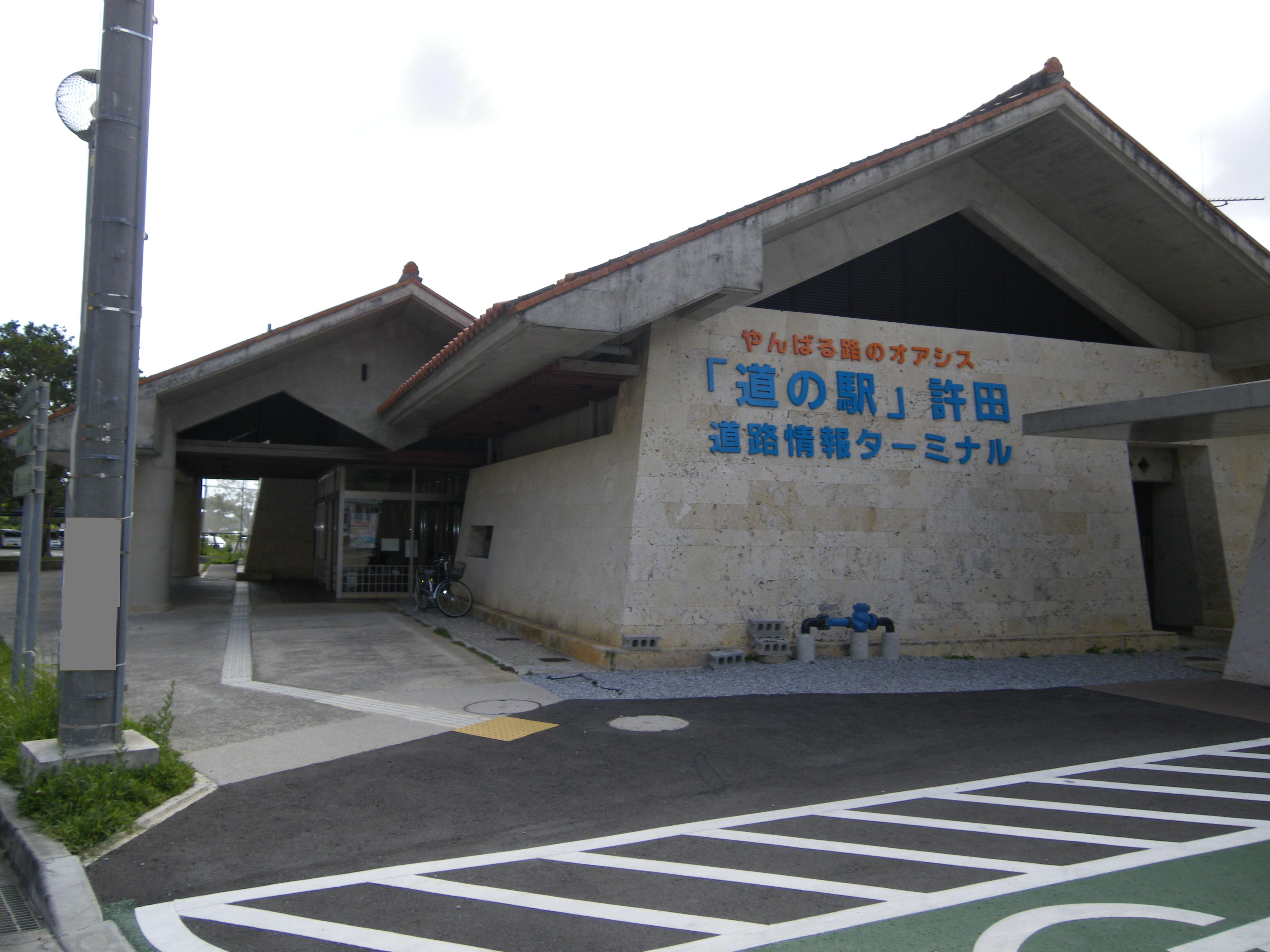
新装前の道の駅許田

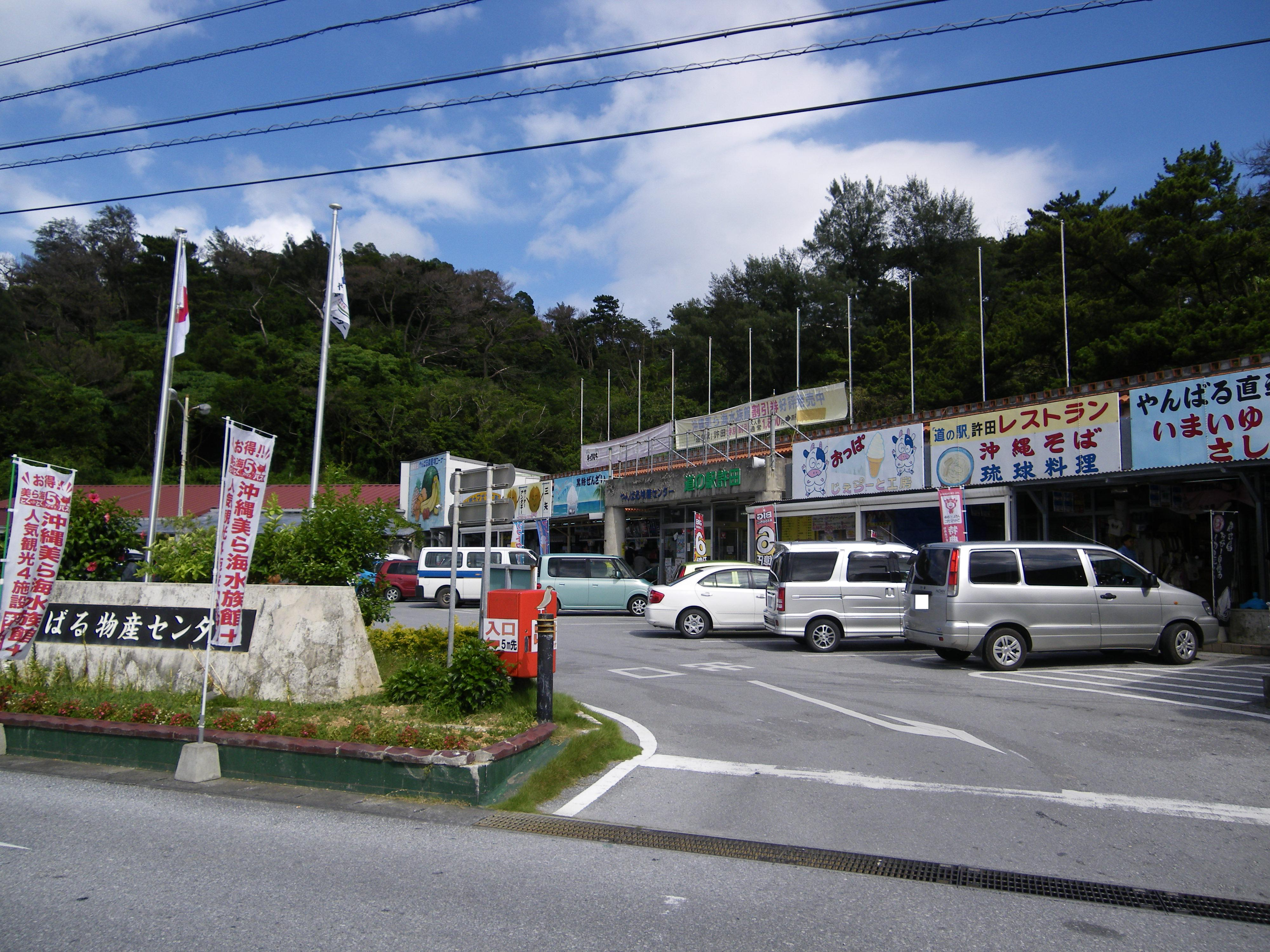
やんばる物産センター

道の駅許田（みちのえき きょだ）は、沖縄県名護市にある国道58号の道の駅である。

## 概要
沖縄県で最初の道の駅である。
構内では、名護市・名護農協（当時）・名護漁協および一般が出資し設立した第三セクターのやんばる物産株式会社が運営する「やんばる物産センター」が営業を行っている。
道の駅が那覇方面車線側に設置されているため、名護方面車線からは信号交差点での右左折が必要であったが、2021年7月31日の名護東道路の全線開通と同時に信号交差点は廃止され、名護方面車線用に新たに海側駐車場・上空通路が供用開始された。

## 施設
沖縄総合事務局のホームページより抜粋。
- 駐車場：270台[2]
- トイレ：男性用 大8基・小15基、女性用12基、身障者用2基
- 情報・観光コーナー（9:00 - 19:00、無休）
- 物産館「やんばる物産センター」（8:30 - 19:00、無休）
- レストラン（10:00 - 17:30、無休）
- 休憩所

### 管理
- 名護市

## アクセス
- 国道58号 - 登録路線
- 琉球バス交通・沖縄バス 20番・120番、やんばる急行バス 888番空港線「道の駅許田」バス停下車
  - やんばる急行バス空港線は沖縄自動車道上の池武当BS（沖縄市）と「道の駅許田」バス停間無停車。

## 周辺
- 名護湾
- 沖縄自動車道 許田インターチェンジ
- 名護東道路 数久田インターチェンジ
- 名護パラダイス